# فيكال ماتر
فيكال ماتر (بالإنجليزية: Fecal Matter)‏ هي فرقة بانك روك قصيرة الأجل من أبردين، واشنطن. تشكلت الفرقة عام 1985 من قبل كيرت كوبين وهو المغني وعازف الإيتار المستقبلي بفرقة الغرنج الأمريكية نيرفانا، مع ديل كروفر من فرقة ميلفنز.

## روابط خارجية
- فيكال ماتر على موقع ميوزك برينز (الإنجليزية)
- فيكال ماتر على موقع ديسكوغز (الإنجليزية)